# Bunțea Crupnic
Bunțea Crupnic (în franceză Buntea Crupnic; n. 28 februarie 1911, Soroca, gubernia Basarabia, Imperiul Rus – d. 7 iunie 2002, Liège, Valonia, Belgia; aliasuri operaționale Irina Sino, Irène Sidnov, Yvonne, Michel) a fost o evreică basarabeană, membră a Partidului Comunist din Belgia, al mișcării de rezistență și al rețelei de informații Orchestra Roșie. 

## Biografie
S-a născut în orașul Soroca din același ținut, gubernia Basarabia (Imperiul Rus). În 1928 a intrat la Departamentul de Științe Economice al Institutului din Gent, în 1929, la Bruxelles, s-a alăturat aripii de tineret a Partidului comunist belgian. În 1935 s-a căsătorit cu Oskar Smesman (1888-1941), muncitor portuar și membru al Partidului Comunist, născut în orașul belgian Merelbeke, primind astfel cetățenia belgiană în anul următor.
La începutul celui de-al doilea război mondial, se afla în organele de conducere a Partidului comunist din Belgia. A fost implicată în activități de informare ca parte a grupului „Efremov” și, împreună cu Elizabeth Sneyers, a oferit adăpost agenților de informații din zona Bruxelles-ului. A păstrat legătura cu membrii rezistenței anti-germane, iar în iunie 1942 i s-a atribuit sarcina de a furniza informații lui Willy Kruyt. Kruyt s-a întâlnit de două ori cu Crupnic, care era cunoscută sub porecla de Sino. În 1943, a condus Partisans Armés („Partizanii belgieni” – aripa militară a Partidului Comunist), însă a fost arestată de Gestapo și internată la Mechelen, de acolo în lagărul de concentrare Ravensbrück, apoi la Auschwitz.
După eliberare, s-a întors în Belgia, unde s-a recăsătorit și a continuat cooperarea în Partidul Comunist din țară. În 1946 a lucrat în redacția ziarului Clarte din Bruxelles. Din 1960 a locuit la Liège, unde a activat ca asistent social, ulterior, în departamentul de securitate socială.